# 封氏 (高紹義妃)
封妃（?—?），北齐范阳王高绍义的王妃，渤海郡人，封孝琬之女。北齐被北周灭掉之後，高绍义逃到突厥，被立为傀儡皇帝。后来，突厥和北周和亲，高绍义在和他钵可汗打猎的时候，被北周所擒，带回中原，流放蜀地。封妃自突厥逃归。高绍义在蜀，遗妃书云：“夷狄无信，送吾于此。”高绍义死在蜀中。